# Carsten Lichtlein
Carsten Lichtlein (Würzburgo, 4 de noviembre de 1980) es un exjugador de balonmano alemán que jugaba de portero. Su último equipo fue el GWD Minden de la Bundesliga. Fue un componente de la selección de balonmano de Alemania.
Con la selección ganó la medalla de oro en el Campeonato Mundial de Balonmano Masculino de 2007, en el Campeonato Europeo de Balonmano Masculino de 2004, en el Campeonato Europeo de Balonmano Masculino de 2016, así como la medalla de plata en el Campeonato Mundial de Balonmano Masculino de 2003.

## Palmarés

### TBV Lemgo
- Copa EHF (2): 2006, 2010

## Clubes
- TG Heidingsfeld
- TV Kirchzell ( -2000)
- TV Grosswallstadt (2000-2005)
- TBV Lemgo (2005-2013)
- VfL Gummersbach (2013-2019)
- HC Erlangen (2019-2020)
- GWD Minden (2020-2022)